# Gerichtskampf zwischen Mann und Frau (Hans Talhoffer)

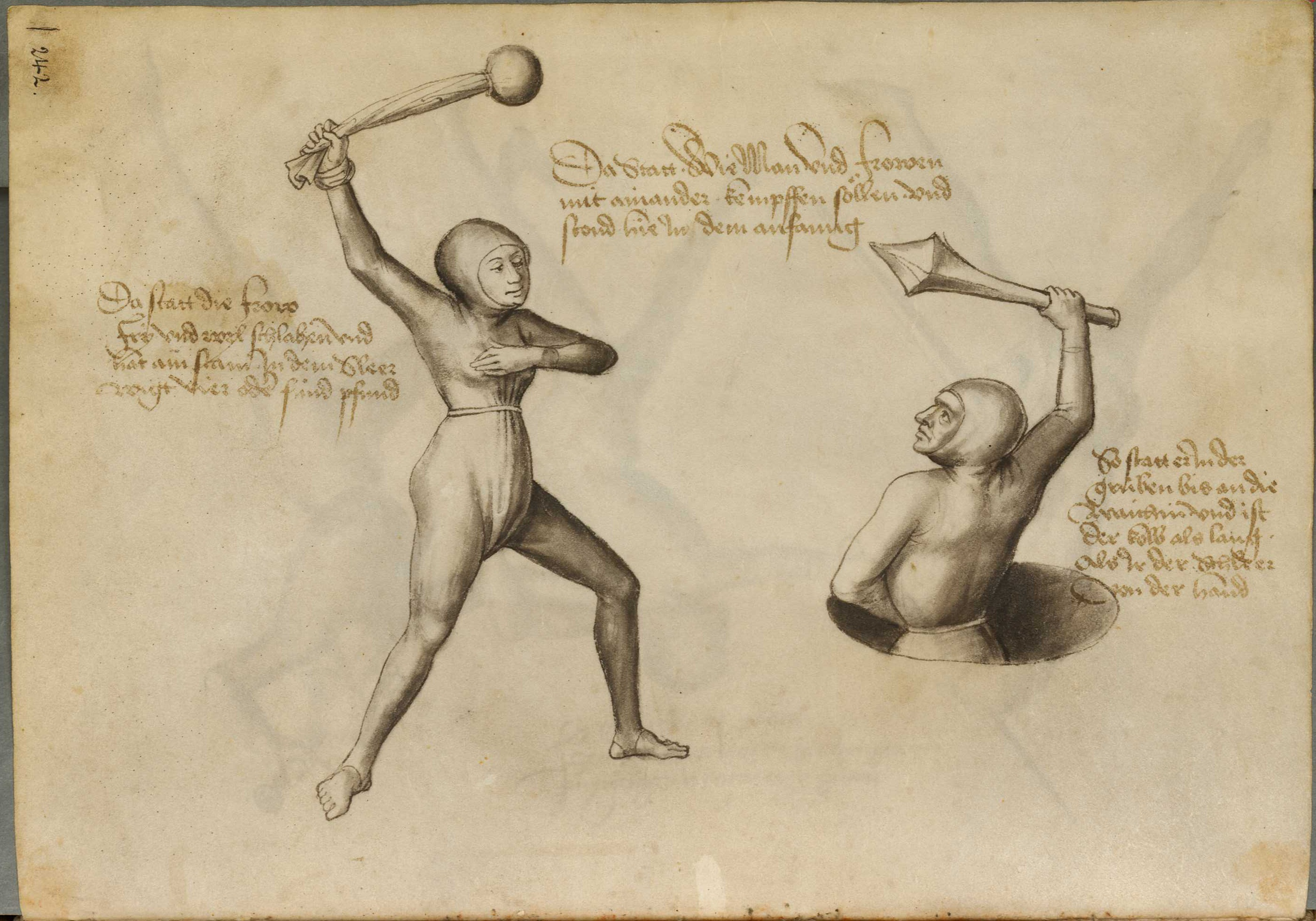
Anfangsstellung für den Gerichtskampf zwischen Mann (rechts in der Grube) und Frau (links), 1467, 122v

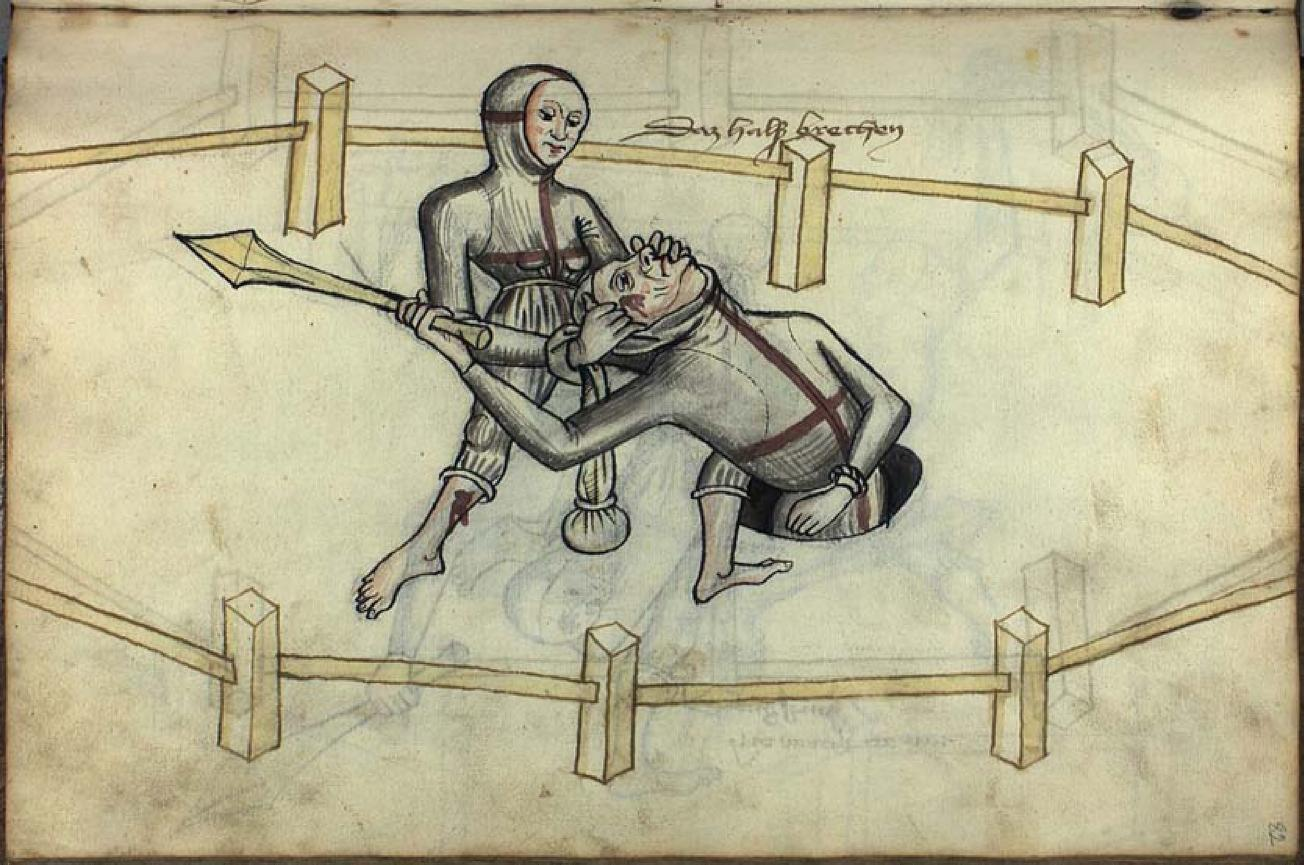
Das Halsbrechen, 1459, 82r

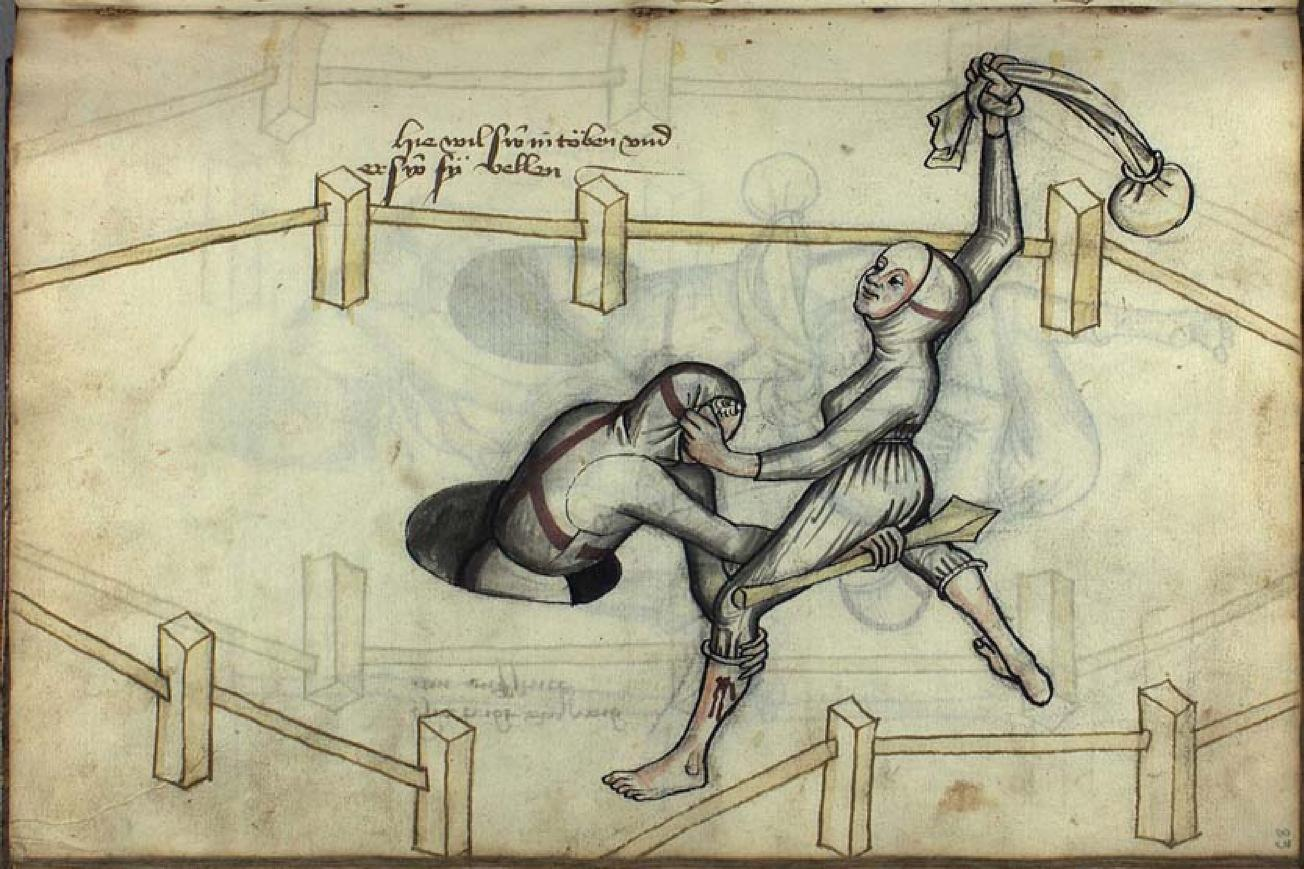
Mit dem steinbeschwerten Schleier betäuben – zu Fall bringen, 1459, 83r

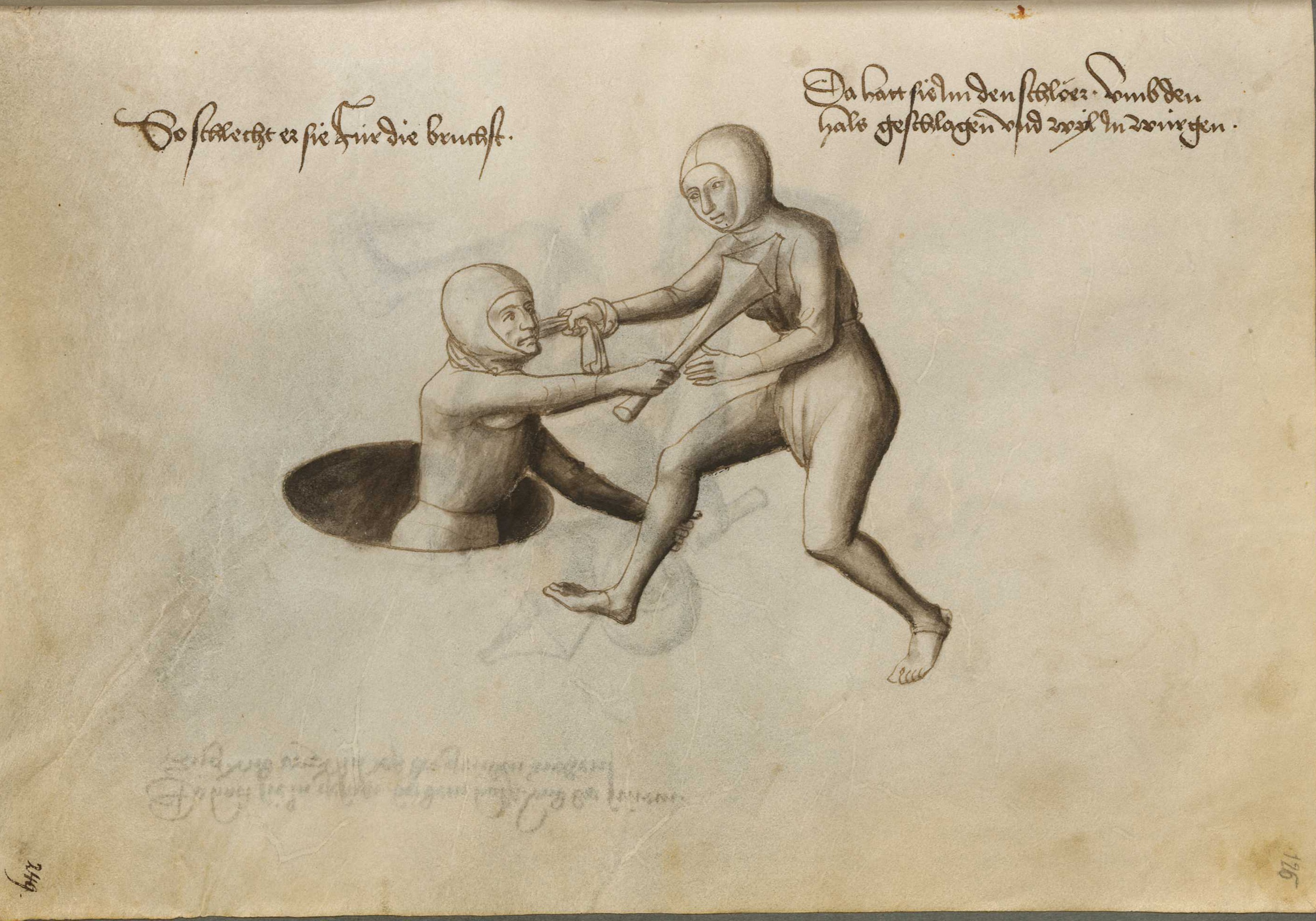
Mit dem Kolben vor die Brust schlagen – mit dem Schleier würgen, 1467, 126r

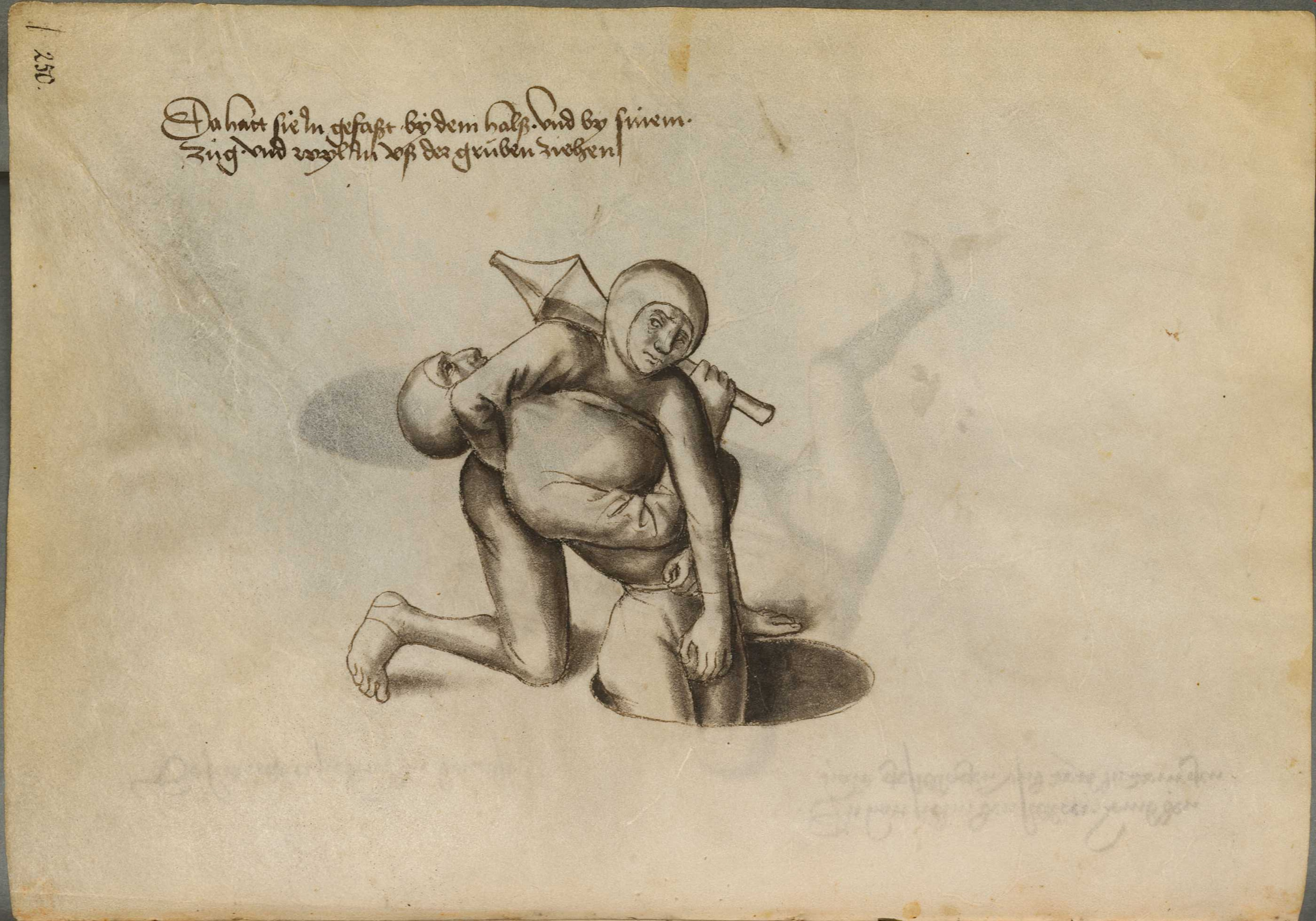
Aus der Grube ziehen, 1467, 126v

Der Gerichtskampf zwischen Mann und Frau ist die Darstellung eines gerichtlichen Zweikampfs von Hans Talhoffer in den Exemplaren seines Fechtbuchs von 1459 und von 1467. Diese spätmittelalterlichen Abbildungen sind die frühesten eines solchen Kampfes in einem Fechtbuch. Damit und in den beigegebenen Erläuterungen ist in diesen Kodizes dokumentiert, dass Gerichtsfälle im ausgehenden Mittelalter auch von Frauen durch Zweikampf entschieden werden konnten bzw. durften.

## Hintergrund
In Talhoffers Fechtbuch werden die Gattungen des gerichtlichen Zweikampfs beschrieben. Es ist in sechs Handschriften überliefert. Das ursprüngliche Exemplar mit Besitzeintrag Talhoffers stammt von 1443.
Lediglich zwei Exemplare befassen sich mit dem Gerichtskampf zwischen Mann und Frau. Das von 1459 befand sich zunächst im Eigentum Talhoffers und gelangte später in die Privatsammlung des dänischen Grafen Otto Thott, der es 1785 der Dänischen Königlichen Bibliothek vermachte, dort wird es unter der Signatur Thott 290 2° geführt. Die Datumsangabe sowie der Eigentumseintrag Talhoffers finden sich auf Folio 103v.
Die Abschrift von 1467 gehört zur dritten Redaktionsstufe. Sie wurde von Talhoffers Schüler Graf Eberhard im Bart bei einem für ihn arbeitenden Skriptorium in Auftrag gegeben. Nach anschließender Aufbewahrung in der Alten Hofbibliothek in München kam sie im Dreißigjährigen Krieg als Beutekunst nach Gotha und wurde 1951 von der Bayerischen Staatsbibliothek (zurück)gekauft und unter der Signatur Cod. Icon. 394a geführt.
Letztere ordnet das Werk ausdrücklich dem Signaturfach Codices iconographici – Bildhandschriften mit wenig oder nur erläuterndem Text zu. Das Kopenhagener Exemplar enthält im Gegensatz zum Münchener einen einleitenden „Vorbericht“. Die Erklärungstexte zu den Abbildungen selbst fallen wiederum kürzer aus und weichen teilweise inhaltlich vom Münchener Exemplar ab.
Die Texte sind in frühneuhochdeutscher Sprache abgefasst. Im Vorbericht von 1459 werden die Zulässigkeit eines Kampfes und die beim Kampf geltenden Verhaltensregeln behandelt.
Sieben besonders schwerwiegende „Straftaten“, die im Sinne eines Gottesurteils einen Zweikampf auf Leben und Tod rechtfertigen können, werden aufgeführt. Die letztgenannte ist die Vergewaltigung einer Jungfrau oder Frau („ainer junckfrowen oder frowen benotzogt“). Gerichtskämpfe waren nur zwischen Fremden erlaubt. Durch einen entsprechenden Schwur von sieben Männern aus der männlichen oder weiblichen Verwandtschaftslinie der Kläger/Beklagten sollten Kämpfe zwischen Personen bis zum fünften Verwandtschaftsgrad ausgeschlossen werden („wenn zween mann gesinnt sind biß uff die| fünffte sipp oder näher die mügent durch| recht nit mit ein ander kempfen“). Zur Vorbereitung auf den Kampf waren den Streitenden vom Gericht sechs Wochen zu gewähren. In dieser Zeit durften sie auch Unterricht bei Fechtmeistern nehmen („So werdent im sechß wochen ertailt| zu sinem lertag“). Talhoffer weist – nicht uneigennützig – darauf hin, dass es notwendig sei, hinsichtlich der Auswahl seines Lehrmeisters zu verstehen („notturfftlich zu uerstend“), dass man einen Meister daran erkenne, dass er die echte Kunst beherrsche, fromm sei, den Schützling nicht ausnutze und ihm nicht Teile der Lehre vorenthalte („dz sin kunst recht und gewer sy und dz er frum sy und dich nit| veruntruwe und dich nit verkürtz in der lerr“).

## Abbildungen mit Erklärungstexten
Im Lichte der im Vorbericht geforderten fairen Kampfbedingungen für körperlich benachteiligte Personen, die bis zu einer Stellvertretung im Kampf durch Dritte gehen konnte („Es mag auch der lam oder mit den| bosen ougen wol einen an ir statt gewinnen der für| iro ainen kempfe“), erscheint der Kampf des Mannes gegen die Frau aus einer hüfttiefen Grube heraus als Maßnahme des Chancenausgleichs. Die Waffen für Mann und Frau waren geschlechtsspezifisch vorgegeben (vgl. Erläuterungen und Abbildung zur Anfangsstellung 1467, 122v).
Lediglich im Kopenhagener Exemplar wird neben dem Kampfgeschehen auch der abgesteckte Kampfplatz dargestellt.

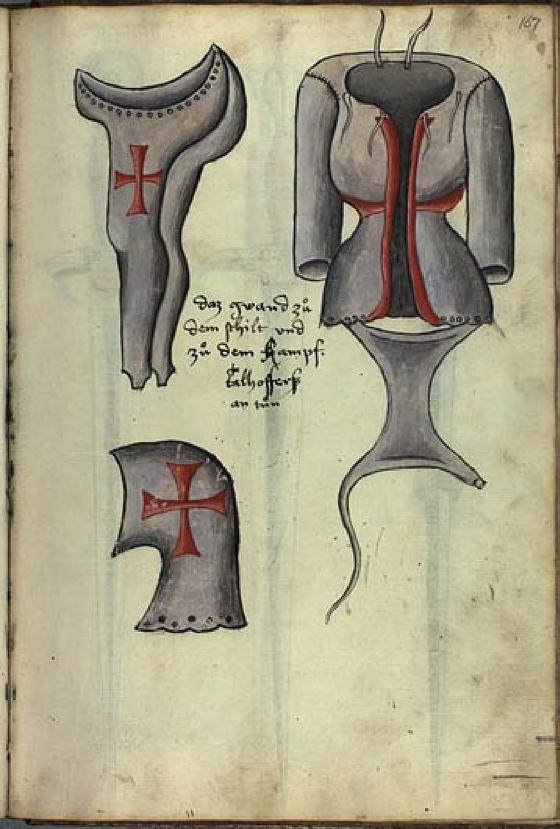
Kampfgewand

| Thott 290 2°, Kopenhagen, 1459                                                                   | BSB Cod. Icon. 394a, München, 1467 |
| ------------------------------------------------------------------------------------------------ | --- |
| [im Kodex von 1459 nicht enthalten]                                                              | Da steht, wie Mann und Frau miteinander kämpfen sollen, und hier ist die Anfangsstellung – Da steht die Frau frei und will schlagen und hat in dem Schleier einen Stein, der vier oder fünf Pfund wiegt – So steht er in der Grube bis an die Hüfte und sein Kolben ist so lang wie ihr Schleier ab der Hand (122v, Hergsell 1887, Tafel 242). |
| Hier schlägt er nach dem Fuß [mit anderer Handschrift ergänzt: und sie trifft das Haupt] (080r). | [im Kodex von 1467 nicht enthalten] |
| Hier hat er ihren Schlag abgewehrt und den Arm gefangen (080v).                                  | Hier hat sie einen Schlag geführt – Nun hat er den Schlag pariert und aufgefangen und will sie zu sich ziehen und bezwingen (123r, Tafel 243). |
| Der Griff nach dem Hals (081r).                                                                  | Da hat er sie zu sich gezogen und unter sich geworfen und will sie würgen (123v, Tafel 244). |
| Hier bricht sie dem Mann das Genick (081v).                                                      | Da hat sie sich ihm entzogen und versucht, ihn zu würgen (124r, Tafel 245). |
| Das Halsbrechen (082r).                                                                          | Hier hat sie ihn auf den Rücken gelegt und will ihn würgen und aus der Grube ziehen (124v, Tafel 246). |
| Hier kommt er zum Abschluss (082v).                                                              | Da hat er sie zu sich gezogen und wirft sie in die Grube (125r, Tafel 247). |
| Hier will sie ihn betäuben und er sie fällen (083r).                                             | Als sie schlagen will, ist sie ihm zu nahe getreten, so dass er sie am Schenkel ergreift und sie zu Fall bringen kann (125v, Tafel 248). |
| Hier erzielt das Weib einen Abschluss (083v).                                                    | [im Kodex von 1467 nicht enthalten] |
| Hier macht er ein Ende (084r).                                                                   | [im Kodex von 1467 nicht enthalten] |
| [im Kodex von 1459 nicht enthalten]                                                              | Da schlägt er sie vor die Brust. – Da hat sie ihm den Schleier um den Hals geschlungen und will ihn würgen (126r, Tafel 249). |
| [im Kodex von 1459 nicht enthalten]                                                              | Da hat sie ihn am Hals und an seinem Zeug gefasst und will ihn aus der Grube ziehen (126v, Tafel 250). |

## Rezeption
Im Auftrag eines geschichtskundlich ausgerichteten Internetkanals wurde in Anlehnung an experimentalarchäologische Methoden ein Versuch nach den Vorgaben im Kopenhagener Kodex durchgeführt, der dazu dienen sollte, die Chancen für Frau und Mann in einem solchen Kampf abzuschätzen. Beide Probanden gelangten zu der Ansicht, dass die Siegchancen durch die geforderten Waffen und die tiefere Position des Mannes weitgehend gerecht verteilt seien.

## Ausgaben
- Hans Thalhofer: Alte Armatur und Ringkunst, Sign. Thott 290 2°, København, Kongelige Bibliotek, 1459 (www5.kb.dk)(dänisch), (archive.org), (web.archive.org).
- Fechtbuch von 1467 - BSB Cod. Icon. 394a (ehem. Gotha, Memb. I 114). München, Bayerische Staatsbibliothek, 1467 (digitale-sammlungen.de).